# 泉州公交块状运行系统
泉州公交块状运行系统是中华人民共和国泉州市境内的一个公共交通运输系统。该系统无固定运营线路，只在义全街-温陵路-少林路-北清东路-北清西路-新华路-金洲街-江滨北路-温陵南路所形成的古城范围内，以及泉州师院校园内部运营。执行招手即停上车方式，运营时间为古城6:30-21:30、师院7:00-21:30

## 历史

### 古城系统
- 2016年9月，泉州公交发展有限公司（公交集团前身）联合市交通委、交警支队、财政局等单位，前往温州、西安、郑州等地，考察当地社区巴士运行模式。[2][3]
- 2016年10月，经考察团论证，泉州公交决定参考温州社区巴士模式，开设块状运输系统
- 2016年10月27日，块状系统所采购的26部朗晴LQY113B型电动巴士于泉州公交城东场站交付
- 2016年12月，市交通委批复该系统运营申请[4]
- 2017年1月10日，泉州公交发布开通块状系统-古城一区公告[5]
- 2017年1月12日，泉州公交于开元寺举行古城一区试乘活动[6]
- 2017年1月14日，泉州公交开通古城一区系统。运营范围为以涂门街-温陵路-少林路-北清东路-北清西路-新华路-新门街形成的环状道路范围之内，运营时间为6:00-19:00，票价¥2.0/人，使用车辆为13部朗晴LQY113B电动巴士。[7]
- 2017年2月9日至14日，因元宵灯会期间游客疏运需要，古城一区临时延长服务时间，末班收车时间延长至22:50。15日恢复正常收班时间[8]
- 2017年3月19日，古城一区的运营时间，正式由6:00-19:00延长至22:00收车。
- 2017年7月30-31日，受台风纳沙及其所带来的后续暴雨影响，古城一区停运2日。8月1日恢复运营。[9]
- 2017年12月16日，块状运行系统服务范围调整，范围变更为：温陵路-北清东路-城北路-城西路-江滨北路-义全街，以及新华北路（北清路口以南）。并于当日投入96部戴尔乐DEL6091型电动巴士和自X6路退下的4部LQY113B加密运营[10]
- 2018年9月20日，块状运行系统新增2条古城旅游专线。其中古城旅游专线1号线从天后宫始发，途径义全街、天后路北段、关帝庙、府文庙、承天寺、状元街口、元妙观、威远楼、朝天门、西湖公园南门、西湖公园西门至闽台缘；古城旅游专线2号线由闽台缘始发，途径西湖公园西门、开元盛世、开元寺西门、甲第门、新门街、金鱼巷、庄府巷、泮宫、指挥巷口至天后宫。运营时间均为首班8：00-17：10，每30分钟一班[11]
- 2019年5月17日，因连续强降雨及市区内涝影响，块状运行系统于当日6:00-9:30、16:00-22:00停运。[12][13]
- 2021年1月1日，古城系统更换19部卓越D-G9型电动巴士，并接手自师院系统及X6路退下的19部戴尔乐DEL6091。保留4部朗晴LQY113B，其余26部退役报废。[14]
- 2021年5月30日，受当日强降雨影响，古城系统路部分途径路段出现积水无法通行。受此影响古城系统暂停运营1日，次日恢复。[15]
- 2021年12月29日，古城系统自该日起增加21部卓越D-G9，原配4部朗晴LQY113B退役报废，配车数增加至140部。[16]
- 2022年3月16日，因疫情防控要求暂停中心市区范围内所有公交线路运营。古城系统自当日首班起再次暂停运营至4月14日。[17]
- 2022年4月15日，古城系统恢复运营。运营时间临时调整为7:00-19:30。[18]
- 2022年4月18日，古城系统运营时间恢复为6:30-21:30。[18]
- 2022年11月20日，自该日起古城系统投放38部朗格1GGDG型电动巴士，同时退役20部DEL6091，配车数增加至158部
- 2024年10月1日，古城系统增加投放52部鑫威T型电动巴士。[19]本批车辆外观由华侨大学美术学院设计[20]

## 范围

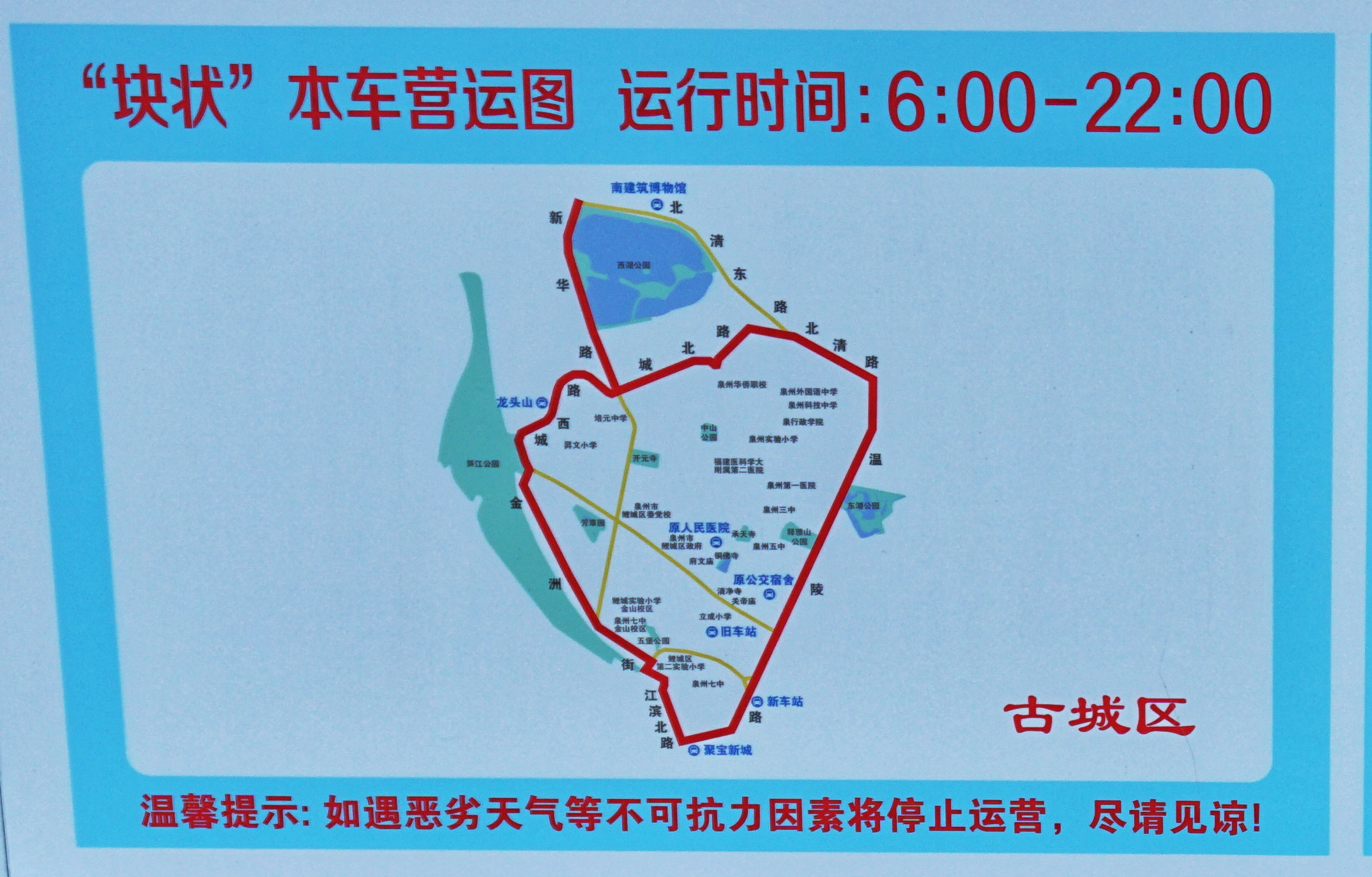
古城块状运营范围示意图

### 师院系统
- 2020年11月1日，自该日起块状运行系统开辟泉州师院运营区域，并取代原有校内电瓶运行系统。初期运行时间为7:00-21:30，初期票价¥1.0/人，初期使用车辆为15部戴尔乐DEL6091型电动巴士。[21] [22]
- 2021年1月1日，师院系统全线更换为8部卓越D-G9型电动巴士，原配15部戴尔乐DEL6091退至古城系统运营，配车数降为8部。[23]
- 2021年12月29日，师院系统增加1部金旅XML6606JEVA0C1型空调电动巴士，配车数增加至9部
- 2022年3月16日，因疫情防控要求及泉州师院内部管控影响。师院系统自当日首班起再次暂停运营至5月23日。
- 2022年5月24日，师院系统恢复运营

## 票价
块状运行系统计价方式为一票制，其中：
- 古城系统票价¥2.0/人。
- 师院系统票价¥1.0/人。
- 泉通卡普通卡9折，月票卡、敬老卡、爱心卡优惠无效
- 可使用泉城通APP及支付宝、云闪付、微信乘车码支付

## 配车
该系统配车数总计196部，其中：
- 古城系统：卓越D-G9 40部、朗格1GGDG 96部、鑫威T型 52部
- 师院系统：卓越D-G9 8部

- 朗晴LQY113B
（2017.1 - 2021.12）
- 戴尔乐DEL6091
（2017.12 - 2024.9）
- 卓越D-G9
（2021.1 - ）
- 金旅XML6606JEVA0C1
（2021.12 - 2022.8）
- 朗格1GGDG 
（2022.11 - ）
- 鑫威T型常规款 
（2024.10 - ）
- 鑫威T型阿发IP定制款 
（2024.10 - ）

## 相关
- 泉州公交线路列表